# Ruch Niepodległości (Liban)
Ruch Niepodległości (arab.: حركة اللإستقلال - Harakat Al Istiqlal lub Al-Haraka) – libańska partia polityczna założona w 2006 roku przez Michela René Moawada, syna byłego prezydenta Libanu, René Moawada. Ruch Niepodległości wszedł w skład Sojuszu 14 Marca. Obecnie nie posiada reprezentacji w Zgromadzeniu Narodowym, gdyż po wyborach w 2009 roku utracił mandaty na rzecz Marady, lokalnego konkurenta ze Zgharty.

## Członkowie
- Michel René Moawad, Najla Moawad, Dżawad Simon Bulos, Jussef Bahaa Al-Douaihy, Samir Farandżijja